# Nurhači
Nurhači (mandžuskyᠨᡠᡵᡤᠠᠴᡳ, čínsky 努爾哈赤 pchin-jin Nǔ'ěrhāchì, v českém přepisu Nu-er-cha-čch, nebo 努爾哈齊 pchin-jin Nǔ'ěrhāqí, v českém přepisu  Nu-er-cha-čchi; 1559 – 30. září 1626) byl zakladatel státu ťien-čouských Džürčenů a otec Chung Tchaj-ťiho, prvního císaře mandžuské dynastie Čching. Je pokládán za zakladatele pozdějšího mandžuského státu, Čchingské říše.
Pocházel z rodu Aisin Gioro („Aisin“ znamená v mandžuštině „zlatý“). Za pomoc v boji proti japonské invazi mu byl roku 1589 udělen Mingy titul „generalissima tygra a draka“. Roku 1607 mu Chalchští Mongolové udělili titul chána a uznali ho za sobě rovného („Lišíme se jazykem, ale šaty, které nosíme a život, který žijeme, jsou stejné.“ – Nurhačiho odpověď na udělení titulu).
Nurhači položil základy vojensko-správního systému Osmi korouhví. Je mu připisováno i nařízení vytvoření písma pro mandžuštinu.

## Vláda
Nurhači vládl od roku 1616 do své smrti. Svou kariéru začal jako nižší kmenový náčelník na východním okraji zemědělské nížiny jižního Mandžuska. Sjednotil různé kmeny obývající tuto oblast a roku 1616 založil vlastní dynastii, kterou nazval Ťin a která byla později nazývána „Pozdní Ťin“. Hlavním městem ustanovil Mukden, kde nechal roku 1625 vybudovat palác a který zůstal hlavním městem až do roku 1644.
V únoru 1626 došlo k bitvě u Ning-jüanu (宁远 Nīngyuǎn, dnešní Sing-čcheng 兴城 Xīngchéng), když Nurhači se svojí 100 000 armádou (někdy uváděno až 130 000) oblehl toto Mingy kontrolované město. Hlavní mingský správce Liao-ningu Jüan Čchung-chuan (袁崇煥 Yuán Chónghuàn) nasadil při obraně upravená portugalská děla a s pouhými 9000 (podle jiných zdrojů 10 000) obránci dokázal město udržet. Nurhači byl během bitvy zraněn a pravděpodobně na následky zranění zemřel 30. září 1626 ve věku 68 let.
Nurhačiho osmý syn Chung Tchaj-ťi v roce 1636 přejmenoval dynastii Pozdní Ťin na dynastii Čching.